# زیرگان (روسیه)
زیرگان (انگلیسی: Zirgan) یک شهرک در شهرستان ملئوزوفسکی استان باشقیرستان کشور روسیه است.